# Louise Jacobson
Pour les articles homonymes, voir Jacobson.
Louise Jacobson, née le 24 décembre 1924 dans le 12e arrondissement de Paris et morte le 18 février 1943 à Auschwitz en Pologne, est une adolescente française juive morte en camp de concentration pendant la Seconde Guerre mondiale après avoir laissé de nombreuses lettres à ses proches.

## Biographie
Louise Jacobson est la fille de Salman Jacobson et Olga (Golda) Weldsland. Cette dernière est née le 30 octobre 1889 à Nowe Miasto, en Pologne. Louise Jacobson est née à Paris le 24 décembre 1924, elle est naturalisée française l'année suivante. Adolescente, elle fréquente le lycée du Cours de Vincennes (actuel lycée Hélène-Boucher) et prépare son baccalauréat. Fin août 1942, une lettre anonyme la dénonce et elle est arrêtée à son domicile, au 8 rue des Boulets dans le 11e arrondissement de Paris, par la police française pour n'avoir pas porté l'étoile jaune,. À ce moment, sa sœur Nadia se trouve en Zone libre, sa mère sera elle aussi emprisonnée à la Petite Roquette à la suite de cette dénonciation. Sa mère Olga Jacobson est déportée par le Convoi n°62, en date du 20 novembre 1943, de Drancy vers Auschwitz ; elle est alors âgée de 54 ans. Louise est emprisonnée à la prison de Fresnes, internée au camp de concentration de Drancy, puis déportée, par le Convoi n°48, le 13 février 1943. Elle meurt gazée à Auschwitz le 18 février 1943, à tout juste dix-huit ans, laissant derrière elle six mois de lettres écrites durant sa captivité et destinées à sa famille et à ses amis, qui seront publiées dans un recueil (constitué de vingt-sept lettres écrites à Fresnes et six à Drancy, datées du 1er septembre 1942 au 13 février 1943) par sa sœur Nadia Kaluski-Jacobson en 1997 avec une préface de Serge Klarsfeld.
Serge Klarsfeld qualifie Louise Jacobson d'« Anne Frank française ». Dans sa dernière lettre avant son départ pour Auschwitz elle écrit : 
«  Mon cher petit papa, Triste nouvelle mon cher papa. Après ma tante c’est mon tour de partir. Mais ça ne fait rien. J’ai un moral excellent, comme tout le monde d’ailleurs. Il ne faut pas te faire de bile papa. (...)

Je vois d’ici ta tête mon cher papa et justement je voudrais que tu aies autant de courage que moi, je sentirais j’en suis sûre que tu supportes bien cette nouvelle tuile. Écris cette nouvelle en zone libre avec des ménagements. Quant à maman il vaudrait peut-être mieux qu’elle ne sache rien. C’est absolument inutile qu’elle se fasse du mauvais sang surtout que je peux très bien revenir avant qu’elle ne sorte de prison. C’est demain matin que nous partons. Je suis avec des amis car il y en a beaucoup qui partent. J’ai confié ma montre et le reste de mes affaires à d’honnêtes gens de ma chambre. Mon papa, je t’embrasse cent mille fois de toutes mes forces. Bon courage et à bientôt. Ta fille, Louise.
 »

## Héritage littéraire
Patrick Modiano dans son roman Dora Bruder paru en 1997 — consacré à l'histoire similaire d'une jeune juive parisienne morte en déportation — fait mention de Louise Jacobson et donne la transcription du rapport de police de son arrestation le 1er septembre 1942 à son domicile par les inspecteurs Curinier et Lasalle.
Les lettres de Louise Jacobson ont fait l'objet d'une adaptation au théâtre (Les lettres de Louise Jacobson) par Alain Gintzburger avec Juliette Batlle dans le rôle de Louise.